# 藤田正勝
藤田 正勝（ふじた まさかつ、1949年 - ）は、日本の哲学者、西洋哲学・思想史研究者。京都大学名誉教授。日本哲学史フォーラム代表、日本シェリング協会会長、西田哲学会理事などを務める。
ヘーゲルやシェリングを中心としたドイツ哲学、思想史研究に、西田幾多郎ら京都学派を軸とした日本哲学史研究を行っている。西田幾多郎全集（第3期）編集委員でもあった。

## 経歴
1949年、三重県で生まれた。京都大学文学部哲学科で学び、1972年に卒業。同大学大学院文学研究科に進み、1978年に博士課程を単位取得満期退学。1982年に西ドイツ・ボーフム大学大学院に留学し、博士課程修了、博士の学位を取得。
1983年、名城大学講師に就いた。1988年、京都工芸繊維大学助教授に転じた。1991年、京都大学文学部助教授に就いた。1996年に京都大学文学研究科教授に昇格。2000年、学位論文『経験・言葉・表現：日本哲学史研究の試み』を京都大学に提出して文学博士の学位を取得。2015年に京都大学を定年退職し、名誉教授となった。定年退職後は、2018年まで京都大学大学院総合生存学館（思修館）特定教授を務めた。

## 受賞・栄典
- 1986年：日本倫理学会 和辻賞

## 著作
著書
- 『若きヘーゲル』創文社 1986
- 『現代思想としての西田幾多郎』講談社選書メチエ 1998
- 『西田幾多郎 生きることと哲学』岩波新書 2007
- 『西田幾多郎の思索世界　純粋経験から世界認識へ』岩波書店 2011
- 『哲学のヒント』岩波新書 2013
- 『清沢満之が歩んだ道　その学問と信仰』法藏館 2015
- 『九鬼周造　理知と情熱のはざまに立つ〈ことば〉の哲学』講談社選書メチエ 2016
- 『日本文化をよむ　5つのキーワード』岩波新書 2017
- 『日本哲学史』昭和堂 2018
- 『人間・西田幾多郎　未完の哲学』岩波書店 2020
- 『はじめての哲学』岩波ジュニア新書 2021
- 『西田幾多郎『善の研究』を読む』ちくま新書 2022
- 『日本哲学入門』講談社現代新書 2024

編著
- 『日本近代思想を学ぶ人のために』世界思想社 1997
- 『知の座標軸 日本における哲学の形成とその可能性』〈シリーズ近代日本の知〉晃洋書房 2000
- 『京都学派の哲学』昭和堂 2001
- 『理解しやすい倫理　シグマベスト』文英堂 2003[4]
  - 新版 2015年、2023年
- 『『善の研究』の百年 世界へ/世界から』京都大学学術出版会 2011
- 『思想間の対話 東アジアにおける哲学の受容と展開』 法政大学出版局 2015

共編著
- 『シェリングとヘーゲル』高山守共編、晃洋書房 1995
- 『欲望・身体・生命』松丸壽雄共編、昭和堂 1998
- 『新しい教養のすすめ宗教学』細谷昌志共編、昭和堂 1999
- 『転換期としての日本近代』茅野良男共編、ミネルヴァ書房(叢書転換期のフィロソフィー) 1999
- 『清沢満之：その人と思想』安冨信哉共編、法蔵館 2002
- 『九鬼周造の世界』坂部恵・鷲田清一共編著、ミネルヴァ書房 2002
- 『東アジアと哲学』卞崇道・高坂史朗共編、ナカニシヤ出版 2003
- 『世界のなかの日本の哲学』ブレット・デービス共編、昭和堂 2005
- 『田辺元哲学選』(全5冊) 編・解説、岩波文庫 2010
- 『総合生存学：グローバル・リーダーのために』川井秀一・池田裕一共編、京都大学学術出版会 2015
- 『シェリング著作集 4b 歴史の哲学』山口和子共編、文屋秋栄、2018
- 『再考三木清　現代への問いとして』田中久文・室井美千博編、昭和堂 2019
- 『西田幾多郎書簡集』編・解説、岩波文庫 2020

訳書
- 『論争の哲学史 カントからヘーゲルへ』ワルター・イェシュケ（英語版）編、高山守共監訳、理想社 2001
- 『宗教哲学骸骨 現代語訳』清沢満之著、法藏館 2002
- 『「いき」の構造』九鬼周造著、全注釈、講談社学術文庫 2003
- 『他力門哲学骸骨 現代語訳』清沢満之著、法藏館 2003
- 『精神主義 現代語訳』清沢満之著、法藏館 2004
- 『わが信念 現代語訳』清沢満之著、法藏館 2005
- 『在床懺悔録 現代語訳』清沢満之著、法藏館 2007
- 『シェリング著作集 4a 自由の哲学』薗田坦・岡村康夫 分担訳、燈影舎 2011
  - 文屋秋栄 2018年
- 『学問論』シェリング著、西川富雄共訳、岩波文庫、2022年